# Ковенко Андрій Віталійович
Андрій Віталійович Ковенко (нар. 25 листопада 1973, Вінниця, УРСР) — український легкоатлет, який спеціалізується на спортивній ходьбі. 14-разовий чемпіон України зі спортивної ходьби на дистанції 20 км.
У віці тридцяти чотирьох років Андрій дебютував на літніх Олімпійських іграх 2008 року в Пекіні, де змагався у чоловічій гонці на 20 км. Завершив гонку на 24-у місці на дві секунди, відставши від південнокорейця Кім Г'юн-Суба, з часом 1:22:59.
2014 року на чемпіонаті України в м. Алушта встановив особистий рекорд, що є найвищим світовим досягненням у спортивній ходьбі на 20 км у віковій категорії М40+.